# Dea Loher
Dea Loher (Traunstein, Alta Baviera, 20 de abril de 1964) é uma dramaturga do Thalia Theatre, de Hamburgo, na Alemanha. Estudou filosofia na Universidade de Munique e dramaturgia na Escola Superior de Artes de Berlim. Escreveu A Vida na Praça Roosevelt e Inocência, consideradas obras-primas da dramaturgia atual.
Seu primeiro texto data de 1990, ano em que recebeu o prêmio de dramaturgia do Teatro Hamburger Volksbühne. Recebeu, ainda, em 1993, o Playwrights Award do Royal Court Theatre, de Londres, para o monólogo O Espaço de Olga, bem como o prêmio de incentivo do Goethe-Institut para Tatuagem e o prêmio da fundação Frankfurter Autorenstifung. Em 1994, foi eleita pela revista Theatre Heute a melhor dramaturga da nova geração. Traduzida em diversos idiomas, recebeu também, em 2006, pelo conjunto de sua obra, o prêmio Bertolt Brecht de dramaturgia.

## Biografia
Dea Loher nasceu Andrea Beate Loher em 1964 em Traunstein, Alemanha. Ela inicialmente usou o primeiro nome Dea como um pseudônimo, mas eventualmente mudou seu nome oficialmente para Dea. Ela estudou literatura alemã e filosofia na Universidade Ludwig Maximilian de Munique. Ela então passou um ano no Brasil. Em 1990, ela começou a estudar escrita criativa para o teatro com Heiner Müller e Yaak Karsunke, da Universidade de Berlim. Suas primeiras peças estrearam no início dos anos 90, e ela ganhou reconhecimento como uma das mais importantes jovens dramaturgas do seu tempo na Alemanha.